# Distrikte des Libanon
Die neun Gouvernements im Libanon sind aufgeteilt in 25 Distrikte.

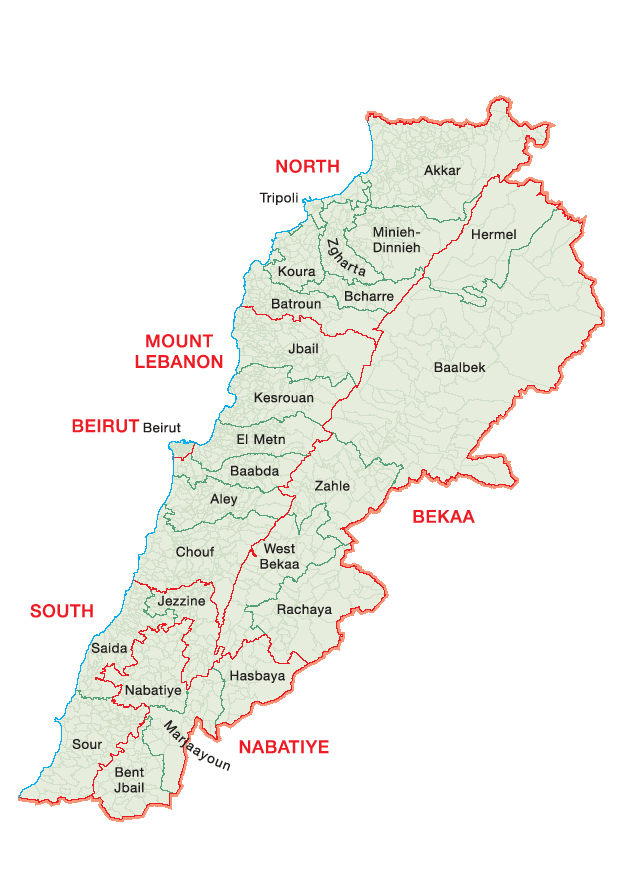
Gouvernements und Distrikte des Libanon

## Liste der Distrikte des Libanon mit Sitz der Distriktsverwaltung
Gouvernement Akkar
- Akkar (Halba)

Gouvernement Baalbek-Hermel
- Baalbek (Baalbek)
- Hermel (Hermel)

Gouvernement Beirut
- Beirut

Gouvernement Bekaa
- Rachaya (Rachaya)
- West-Bekaa (Joub Jannine im Winter / Saghbine im Sommer)
- Zahlé (Zahlé)

Gouvernement Keserwan-Jbeil
- Jbeil (Byblos)
- Keserwan (Jounieh)

Gouvernement Libanonberg
- Alayh (Alayh)
- Baabda (Baabda)
- Chouf (Beiteddine)
- Matn (Jdeideh)

Gouvernement Nabatäa
- Bint Jbeil (Bint Jbeil)
- Hasbaya (Hasbaya)
- Marjeyoun (Marjeyoun)
- Nabatäa (Nabatäa)

Gouvernement Nord-Libanon
- Batrun (Batrun)
- Bischarri (Bischarri)
- Koura (Amioun)
- Miniyeh-Danniyeh (Miniyeh-Danniyeh)
- Tripoli (Tripoli)
- Zgharta (Zgharta)

Gouvernement Süd-Libanon
- Sidon (Sidon)
- Jezzine (Jezzine)
- Tyros (Tyros)